# Ferrari World
Ferrari World egy Ferrari-témára épült vidámpark a Jász-szigeten, Abu-Dzabiban. A park egy 200 000 m2 területű tető alatt helyezkedik el ezzel a legnagyobb fedett vidámpark a világon. A park 2010. november 4-én nyílt meg, itt található a világ leggyorsabb hullámvasútja, a Formula Rossa.

## Építése
2005 végén jelentették be, hogy a Ferrari és az Aldar Properties aláírt egy megállapodást, hogy Abu-Dzabiban megépítik a világ első Ferrari-témájú vidámparkját. A megnyitást 2008-ra tervezték, azonban csak 2010-ben készült el. Az építkezés 2008 novemberében kezdődött és kevesebb, mint két éven át tartott. 2010 közepén jelentették be, hogy az év október 28-án nyit a park. Ez is csúszott egy héttel, mert Rász el-Haima vezetője, Szakr bin Mohammad al-Kászimi a megelőző napon, október 27-én hunyt el. Végül a hivatalos megnyitóra 2010. november 4-én került sor.

## Attrakciók
A Jack Rouse Associates, egy Cincinnati székhelyű cég felelős a park 20 attrakciójának legtöbbjéért. 2010. július 20-án hirdette ki a park a nyitáskor működő attrakciók nevét.
- Bell'Italia
- Carousel
- Cinema Maranello
- Driving with Champions
- Fiorano GT Challenge
- Formula Rossa
- Galleria Ferrari
- G-Force
- Junior Grand Prix
- Junior GT
- Junior Training Camp
- Paddock
- The Pit Wall
- Racing Legends
- Scuderia Challenge
- Speed of Magic
- V12
- Viaggio in Italia

## Galéria

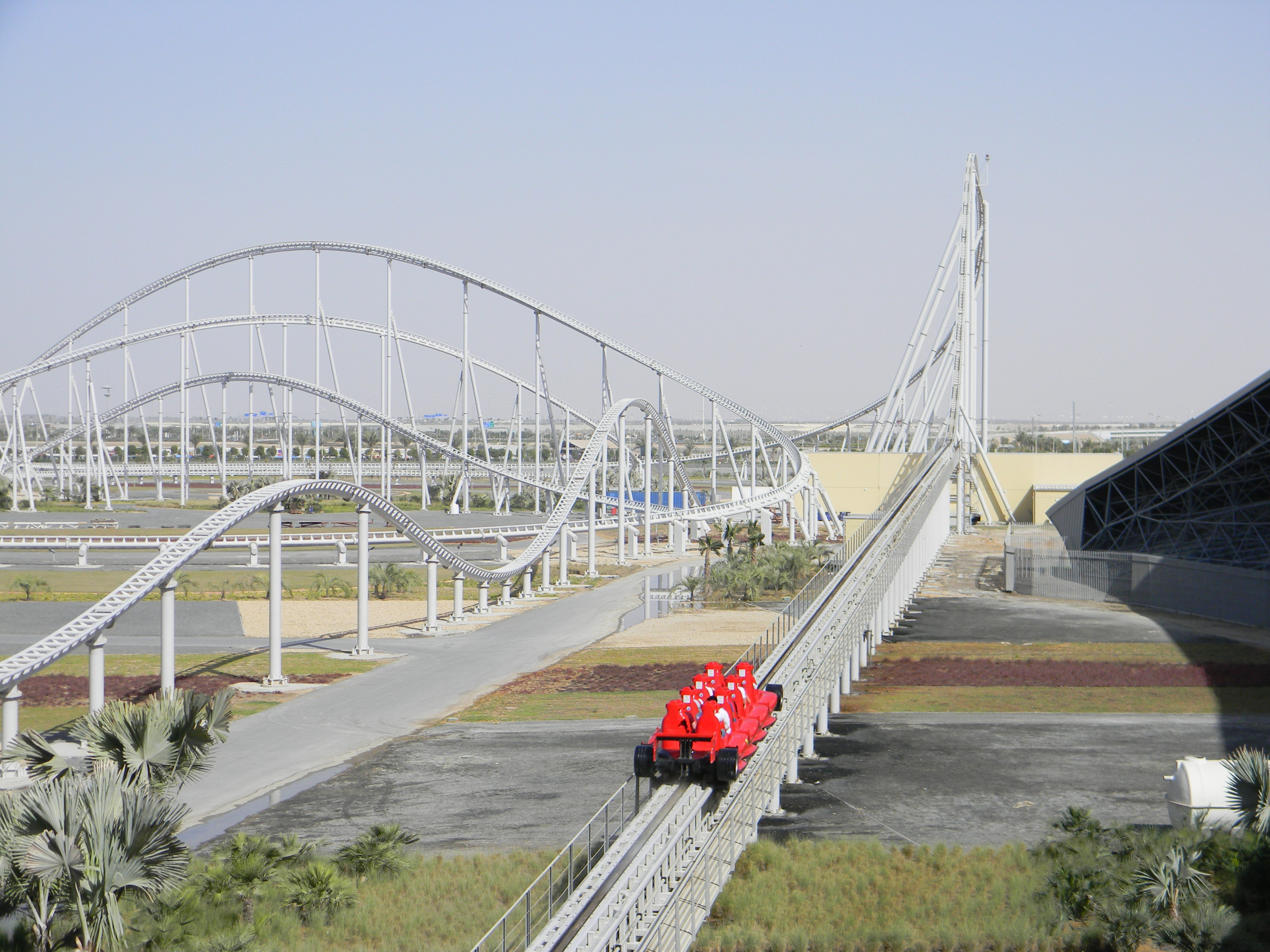
Formula Rossa